# Gazi-Hasan-Pascha-Moschee

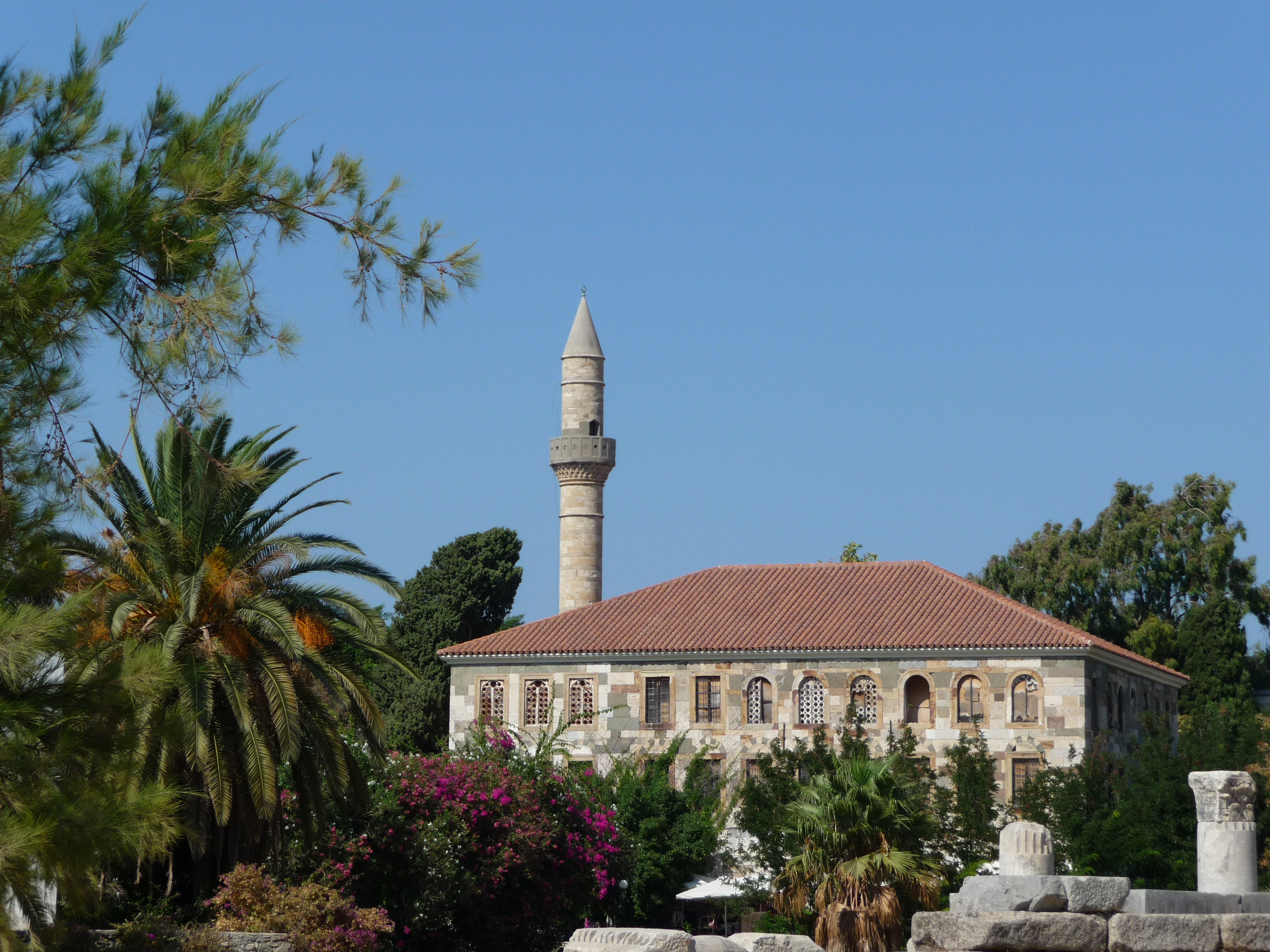
Die Gazi-Hasan-Pascha-Moschee von der Ausgrabungsstätte Agora aus gesehen

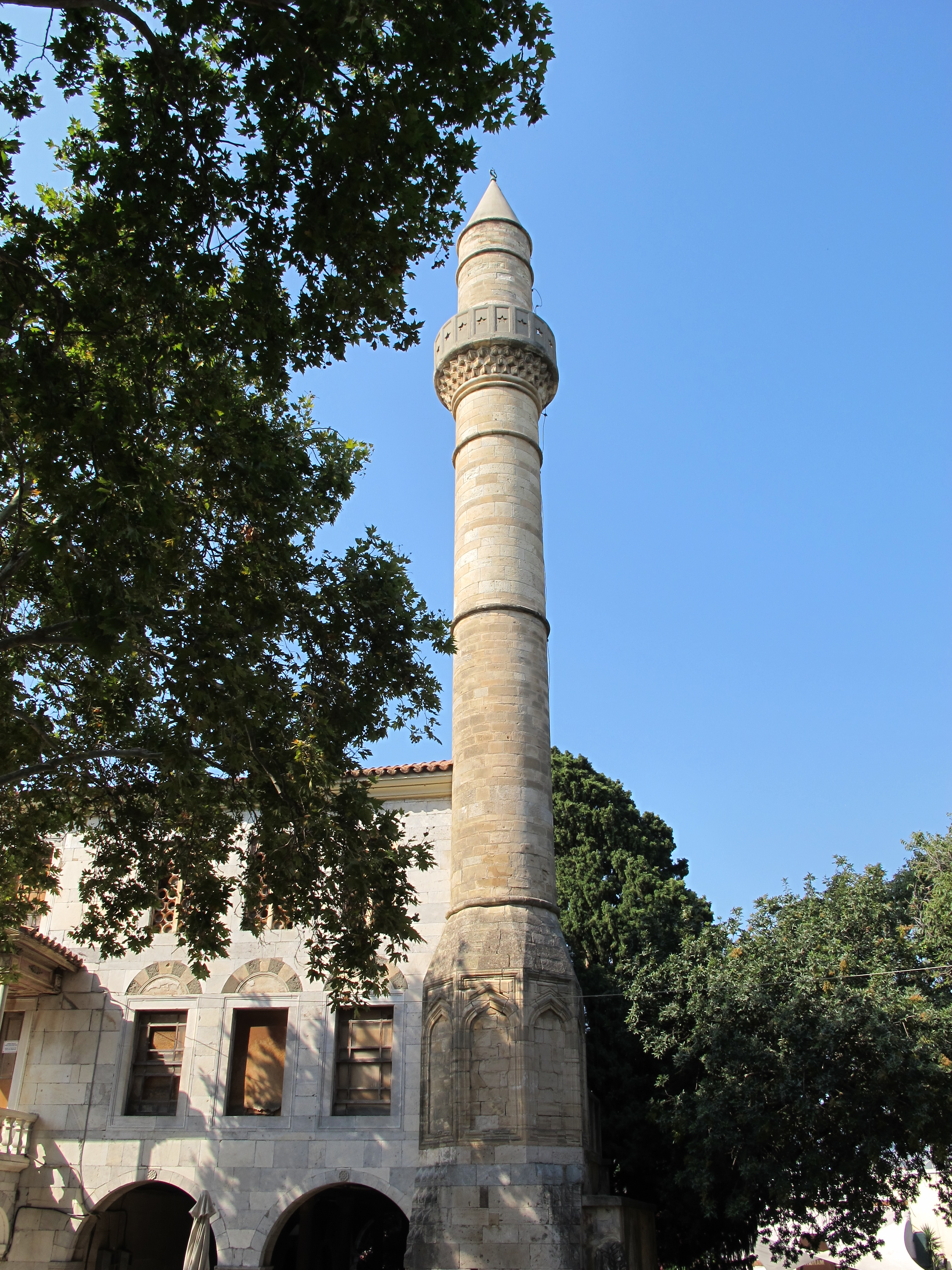
Das an der nördlichen Gebäudeecke befindliche Minarett, teilweise verdeckt durch die Platane des Hippokrates

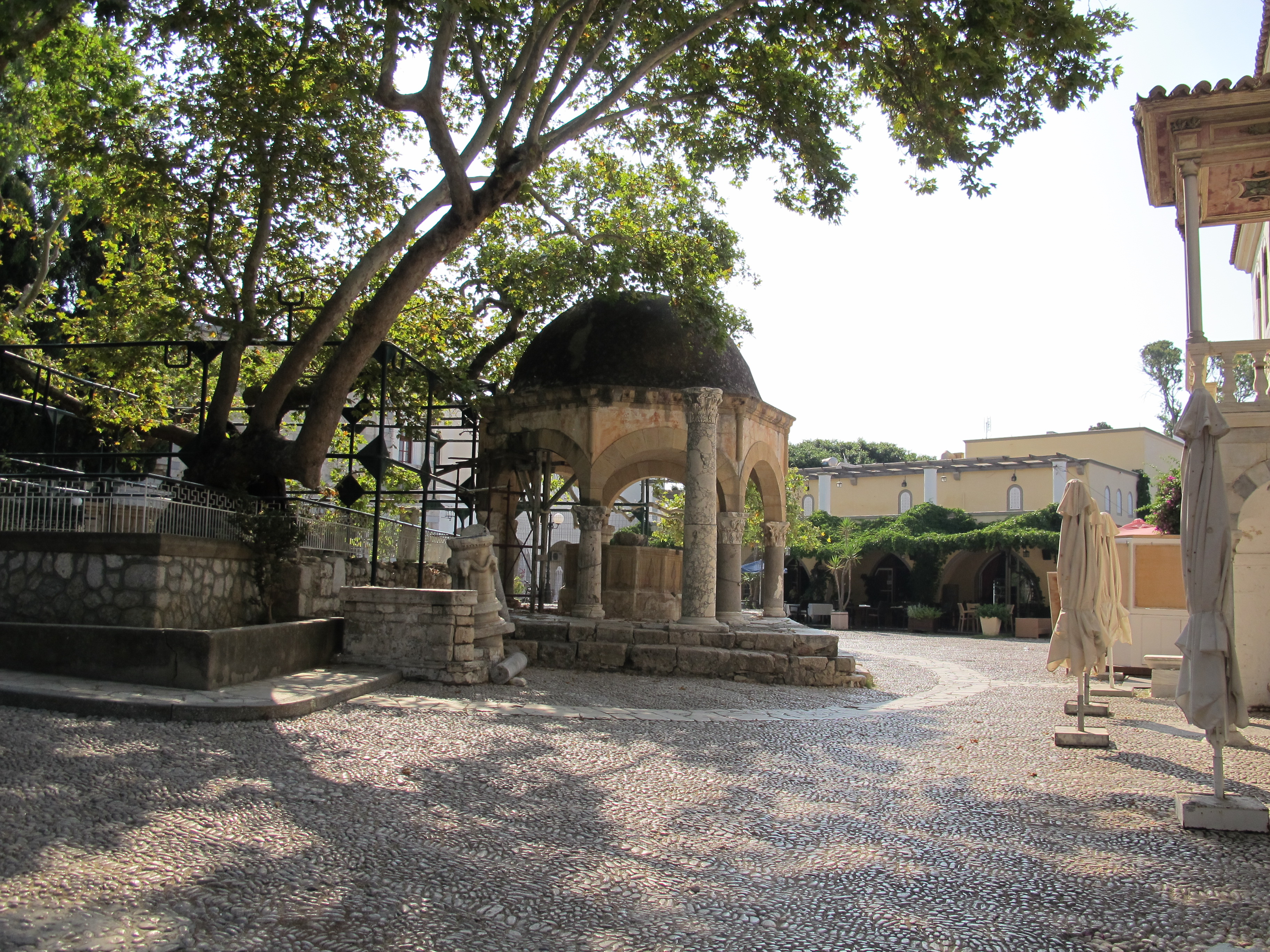
Der Brunnen bei der Moschee, bei dem die Überdachung 2017 nach dem Erdbeben im Juli weitgehend zerstört wurde

Die Gazi-Hasan-Pascha-Moschee (griechisch Τζαμί του Γαζή Χασάν Πασά; auch: Hadji-Hassan-Moschee) steht im Südwesten der Platia Platanou und war ein islamisches Gebetshaus in der Stadt Kos auf der griechischen Insel Kos. Wegen ihrer Form mit den schönen Loggien (Säulengängen/Laubengängen) wird dieses Gebetshaus auch Loggia-Moschee (griechisch Τζαμί της Λότζιας) genannt. Die Moschee wurde 1786 erbaut.

## Lage
Die Gazi-Hasan-Pascha-Moschee befindet sich an der Platia Platanou gegenüber der Platane des Hippokrates (daher auch Platanen-Moschee genannt) inmitten der Stadt Kos. Das Gebäude steht etwa 4 m über Meereshöhe. Es ist rund 100 Meter vom Hafen Mandraki der Stadt Kos entfernt.
Nördlich der Moschee liegt die Festung Neratzia rund 60 Meter entfernt, östlich, rund 30 Meter entfernt, befindet sich der Gouverneurspalast von Kos. Die Ausgrabungsstätte Agora grenzt unmittelbar an das Grundstück der Moschee südlich an. Zum südöstlich befindlichen ehemaligen türkischen Bad sind es rund 50 Meter.

## Geschichte
Diese Moschee wurde 1786 von der islamischen Gemeinde von Kos mit Unterstützung von Cezayirli Gazi Hasan Pascha, Kapudan Pascha auf Kos, erbaut. Beim Bau wurden Baumaterialien von anderen Gebäuden aus römischer und byzantinischer Zeit mit verwendet. Die Moschee soll über einer christlichen Basilika, die dem Hl. Georg gewidmet war, errichtet worden sein.

## Gebäude
Das Gebäude ist dreistöckig und etwa 20 Meter lang und 15 Meter breit und hat ein mit Ziegeln eingedecktes Walmdach. Im Inneren besteht die Moschee im Erdgeschoss aus den Arkaden mit kleinen Läden und einem Café, im oberen Stock einem Vorraum und dem Gebetsraum. Das einzige Minarett, mit rundem Spitzhelm, befindet sich an der nördlichen Ecke des Gebetshauses.
Das Gebäude ist baufällig und kann innen nicht besichtigt werden.
Vor der Moschee befindet sich ein Brunnen (Şadırvan), der zum Waschen vor dem Gebet verwendet wurde.